# Graphium silanum
Graphium silanum är en lavart som beskrevs av Goid. 1936. Graphium silanum ingår i släktet Graphium och familjen Microascaceae.   Inga underarter finns listade i Catalogue of Life.